# Смерти Иэна Стоуна
«Смерти Иэна Стоуна» (англ. The Deaths of Ian Stone) — фильм ужасов режиссёра Дарио Ди Пиана, снятый в 2007 году. Премьера картины состоялась в рамках After Dark Horrorfest.

## Сюжет
Способ существования Иэна Стоуна достаточно странен — каждый день в одно и то же время он погибает. А затем начинается новая жизнь. Единственное, что объединяет все эти жизни — наличие в них девушки Дженни и неких существ, которые стремятся убить юношу. Вдобавок иногда к Иэну подходит незнакомец, который намекает, что это существование закончится, когда молодой человек вспомнит.
И однажды незнакомец не ограничивается рассказами, а переходит к демонстрации. Оказывается и он, и юноша, и их преследователи являются особыми существами из иного мира — жнецами. Когда-то жнецы питались лишь страхами людей, но потом, попробовав человеческую боль, перешли на этот корм. Однако в конце концов и незнакомец, и Иэн выбрали другой путь. В обоих случаях причиной бунта оказалась любовь к земной женщине. Однако в первый раз жнецы нашли способ справиться с бунтарём — они убили его женщину. Теперь старик пытается помочь Иэну сохранить его девушку — Дженни. Жнецы же, возглавляемые подругой Стоуна Медеей, пытаются вернуть юношу, однако их сил хватает только перебрасывать его из одной жизни в другую, тогда как Иэн обладает способностью убивать себе подобных.
Осознав свою сущность, юноша становится хозяином ситуации, так что даже Медея не может его остановить, и в конце концов погибает. Иэн же остаётся на земле, играет в хоккей, любит Дженни, а заодно охраняет мир от новых поползновений жнецов.

## В ролях
| Актёр                  | Роль         |
| ---------------------- | ------------ |
| Майк Фогель            | Иэн Стоун    |
| Джейми Мюррей          | Медея        |
| Кристина Коул          | Дженни Уокер |
| Майкл Фист             | Грей         |
| Чарли Эносн            | Джош Гарфилд |
| Майкл Диксон           | Брэд Копл    |
| Джордж Диллон          | Рефери       |
| Марникс Ван Ден Броеке | первый жнец  |
| Джефф Петерсон         | второй жнец  |